# Amorphinopsis atlantica
Amorphinopsis atlantica är en svampdjursart som beskrevs av Carvalho, Hajdu, Mothes och van Soest 2004. Amorphinopsis atlantica ingår i släktet Amorphinopsis och familjen Halichondriidae. Inga underarter finns listade i Catalogue of Life.